# Nhạc Linh
Nhạc Linh (tiếng Trung: 岳齡; 1849 – 1866) là một hoàng thân của nhà Thanh trong lịch sử Trung Quốc, người thừa kế 1 trong 12 tước vị Thiết mạo tử vương.

## Cuộc đời
Nhạc Linh được sinh ra vào giờ Dần, ngày 9 tháng 11 (âm lịch) năm Đạo Quang thứ 29 (1849), trong gia tộc Ái Tân Giác La. Ông là con trai thứ hai của Nhàn tản Tông thất Dục Dương (毓楊) – cháu 3 đời của Phụ quốc Tướng quân A Trát Lan (阿扎蘭) – con trai thứ ba của Giản Tu Thân vương Nhã Bố. Mẹ ông là Thứ thiếp Lý thị (李氏). Năm Hàm Phong thứ 6 (1856), tháng 4, ông được cho làm con thừa tự của Nhàn tản Tông thất Bảo Di (保彝) – hậu duệ của Nhàn tản Tông thất Lưu Tích (留锡) – con trai thứ tám của Trịnh Hiến Thân vương Tế Nhĩ Cáp Lãng. Năm Đồng Trị nguyên niên (1862), tháng 2, sau khi bác họ của ông là Trịnh Thân vương Đoan Hoa bị ép tự sát trong Chính biến Tân Dậu, ông tạm thời được thế tập tước vị Trịnh Thân vương đời thứ 14, nhưng ông chỉ được phong làm Bất nhập Bát phân Phụ quốc công (不入八分輔國公). Năm thứ 3 (1864), tháng 9, ông nhường lại tước vị cho Thừa Chí tiếp tục thế tập. Năm thứ 5 (1866), ngày 15 tháng 5 (âm lịch), ông qua đời, thọ 29 tuổi.

## Gia quyến
- Đích Phu nhân: Đông Giai thị (佟佳氏), con gái của Nhạc Lâm (岳霖).